# 318698 Barthalajos
318698 Barthalajos este un asteroid din centura principală de asteroizi.

## Descriere
318698 Barthalajos este un asteroid din centura principală de asteroizi. A fost descoperit pe 30 august 2005 la Piszkesteto de Krisztián Sárneczky. Asteroidul prezintă o orbită caracterizată de o semiaxă mare de 2,82 ua, o excentricitate de 0,17 și o înclinație de 3,3° în raport cu ecliptica.